# Reinhard Segger

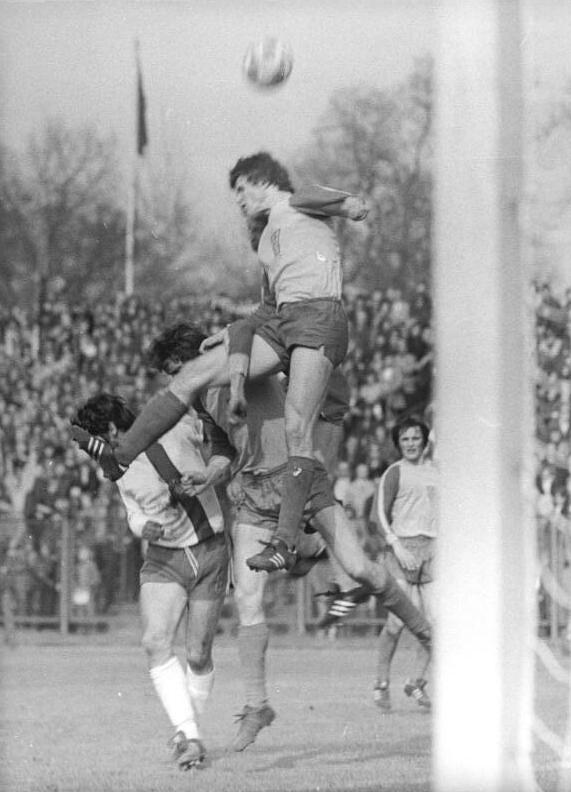
Reinhard Segger (1976)

Reinhard Segger (* 13. März 1946) war Fußballspieler in der höchsten Fußball-Liga der DDR, der Oberliga. Dort spielte er für den 1. FC Magdeburg, den Halleschen FC Chemie und den FC Vorwärts Frankfurt/O.

## Sportliche Laufbahn
Nach Spielen mit der Juniorenmannschaft des SC Aufbau Magdeburg wurde Segger am 18. August 1965 bei der 0:5-Niederlage im Punktspiel gegen den BFC Dynamo erstmals in der Oberliga eingesetzt. In dieser Saison bestritt er als Angriffsspieler noch weitere sechs Oberligapunktspiele und stieg am Ende mit dem inzwischen neu gegründeten 1. FC Magdeburg in die DDR-Liga ab. Zuvor hatten die Magdeburger sechs Spiele im Wettbewerb um den Europapokal der Pokalsieger absolviert, und Segger war in drei Spielen eingesetzt worden. Außerdem bestritt Segger am 31. Oktober 1965 sein einziges internationale Auswahlspiel beim 2:3 der DDR-Nachwuchsnationalmannschaft gegen Polen. Den Magdeburgern gelang 1967 der sofortige Wiederaufstieg, und in der neuen Oberligaspielzeit 1967/68 war Segger in zehn Punktspielen dabei.
Es war Seggers letzte Saison beim 1. FC Magdeburg, denn im Sommer 1968 wechselte er zum benachbarten Oberligisten Hallescher FC Chemie. Dort wurde er von Beginn an in der Oberliga eingesetzt und wurde mit 25 von 26 möglichen Punktspieleinsätzen sofort Stammspieler der Hallenser. Auch in den folgenden Spielzeiten gehörte Segger stets zum Stammaufgebot und erreichte in der Saison 1970/71 mit dem 3. Platz in der Oberliga das beste Oberligaergebnis seiner Karriere.
Zu Beginn der Saison 1971/72 nahm Segger erneut einen Wechsel vor und ging zum Spitzenklub der Nationalen Volksarmee FC Vorwärts, der gerade von Berlin nach Frankfurt (Oder) umgezogen war. Auch hier spielte er vom ersten Spieltag an in der Oberliga und war mit 26 Punktspielen nicht nur der am meisten eingesetzte Spieler, sondern mit sieben Treffern auch der erfolgreichste Torschütze der Mannschaft. Am 1. Mai 1976 stand er zum ersten Mal in einem Endspiel um den DDR-Fußballpokal, unterlag jedoch mit dem FC Vorwärts dem 1. FC Lok Leipzig klar mit 0:3. Als der FC Vorwärts am Ende der Saison 1977/78 aus der Oberliga absteigen musste, beendete der 32-jährige Segger seine Fußball-Laufbahn. Danach hatte er in seinen zwölf Oberligaspielzeiten 256 Punktspiele bestritten und 37 Tore erzielt. Als Kapitän hatte er mehrere Jahre Regie im Mittelfeld des FCV geführt.
- Alle Oberligaeinsätze und Tore:
  - 1. FC Magdeburg
    - 1965/66: 07 Spiele, 2 Tore
    - 1967/68: 10 Spiele, 2 Tore

  - Hallescher FC Chemie
    - 1968/69: 25 Spiele, 2 Tore
    - 1969/70: 24 Spiele, 3 Tore
    - 1970/71: 17 Spiele, 3 Tore

  - FC Vorwärts Frankfurt/O.
    - 1971/72: 26 Spiele, 7 Tore
    - 1972/73: 26 Spiele, 8 Tore
    - 1973/74: 25 Spiele, 4 Tore
    - 1974/75: 22 Spiele, 1 Tor
    - 1975/76: 26 Spiele, 3 Tore
    - 1976/77: 23 Spiele, 1 Tore
    - 1977/78: 26 Spiele, 1 Tor